# 섬모체 신경절
섬모체 신경절(ciliary ganglion, 모양체 신경절)은 눈 바로 뒤, 후두 궤도에 위치한 부교감 신경절이다. 지름이 1~2mm이고 인간의 경우 약 2,500개의 뉴런이 들어 있다. 신경절에는 신경절 후 부교감 신경절이 들어 있다. 이 뉴런은 동공을 수축시키는 동공 괄약근(pupillary sphincter muscle)과 렌즈를 더 볼록하게 만들기 위해 수축하는 섬모근을 공급한다. 이 두 근육은 모두 자율신경계의 부교감 신경 분할에 의해 제어되므로 불수의적이다.
섬모 신경절은 머리의 네 가지 부교감 신경절 중 하나이다. 다른 신경절은 하악신경절(submandibular ganglion), 익막구개신경절(pterygopalatine ganglion), 귀신경절(otic ganglion)이다.

## 같이 보기
- 눈돌림 신경핵
- 눈돌림 신경
- 주시 반사